# Albert Ronald Meyer
Albert Ronald da Silva Meyer (1941) é um informático estadunidense.
É professor de ciência da computação no Instituto de Tecnologia de Massachusetts. É fellow da Academia de Artes e Ciências dos Estados Unidos desde 1987, e da Associação para Maquinaria da Computação desde 2000.
Meyer obteve o PhD pela Universidade Harvard em 1972, em matemática aplicada. Desde 1969 está associado ao Instituto de Tecnologia de Massachusetts.
Dentre as publicações notáveis de mayer destaca-se Meyer & Stockmeyer (1972), que introduz a hierarquia polinomial. Mayer orientou diversas teses de personalidades atualmente de destaque na área computacional, como por exemplo Jeanne Ferrante, Joseph Halpern, David Harel, Leonid Levin, Nancy Lynch, Charles Rackoff e Larry Stockmeyer.

## Publicações
- Meyer, Albert R.; Stockmeyer, Larry J. (1972). «The equivalence problem for regular expressions with squaring requires exponential space». Proc. 13th Annual Symposium on Switching and Automata Theory. [S.l.: s.n.] pp. 125–129. doi:10.1109/SWAT.1972.29.